# معركة أليس
معركة أُلَّيْس أو معركة نهر الدم هي معركة دارت في ربيع الأول من سنة 12 هـ في العراق بين جيش المسلمين بقيادة خالد بن الوليد وجيش الفرس الساسانيين بقيادة جابان، وانتهت بهزيمة للفرس.

## أسباب المعركة
كان لصدى انتصار المسلمين في معركة الولجة على الفرس ومن عاونهم من مسيحيي العرب في العراق أثر بالغ في نفوس مسيحيي العراق في الولجة؛ خاصة أنه كان بين قتلى الولجة ابنا زعيمين كبيرين منهما، وهما ابنا جابر بن بجير وعبد الأسود العجلي، وعندما قررا الانتقام لما جرى لهم بالولجة فاجتمعت نصارى عجل وتيم اللات وضبيعة وعرب الضاحية من أهل الحيرة، واستغاثوا بكسرى، وطلبوا منه الإمدادات؛ فانتعشت آمال كسرى، وفرح بكتاب النصارى من أليس وكتب لقائده الكبير بهمن جاذويه ـ وكان لا يزال في المنطقة بعد هزيمة الولجة وغلطته العسكرية التي أبعدته وجيشه عن ميدان القتال ـ فأمره كسرى أن ينضم للنصارى في أليس - وهي إحدى قرى الأنبار على الفرات - للصدام مع جيش المسلمين. توجه بهمن جاذويه إلى أليس، وفي الطريق يعود بهمن للمدائن لأمر هام، ويترك قيادة الجيوش للقائد جابان الذي كان عاملاً محنكًا، ولكن شخصيته ضعيفة.

## المعركة
كانت الإمدادات الفارسية أقرب إلى منطقة أليس من جيوش المسلمين، واصطف أمام جنود التحالف الساساني العربي، وصادف وصول خالد وجيشه أن الجيوش الفارسية قد أعدا طعام الغذاء وجلسوا للطعام، وعندها أمرهم القائد العام 'جابان' بأن يتركوا الطعام ويستعدوا للصدام مع المسلمين، ولكن الغرور والكبر داخلهم؛ لأن تعدادهم كان يفوق المائة والخمسين ألفًا! وخالفوا أمر قائدهم الأعلى، ثم خالفوه مرة أخرى عندما أمرهم بأن يضعوا السم في الطعام؛ فإذا ما انتصر المسلمون وأكلوا من هذا الطعام ماتوا! ولكنهم اغتروا وتكبروا وظنوا أنهم لا يُغلبوا
عندما رأى خالد بن الوليد وجنوده هذا الغرور والكبر من جنود التحالف، وقف وأمر بحط الأثقال، ثم توجه إليهم وقد وكل من يحمي ظهره من المسلمين، ثم ندر أمام الصف فنادى: «"أين ابن أبجر ؟ أين عبد الأسود؟ أين مالك بن قيس؟"» فلم يردوا عليه إلا مالكا برز له فقتله خالد. فصد الأعاجم عن طعامهم. فنادى الجيش بالهجوم، وبدأ القتال الذي صار ينتقل من حال إلى أشد منه قوة وكذلك صبر الفرس، طمعًا في وصول القائد بهمن جاذويه بالإمدادات من المدائن، ولقي المسلمون مقاومة عنيفة منهم، وعندها نذر خالد لله فقال: «"اللهم إن لك عليَّ إن منحتنا أكتافهم ألا أستبقي منهم أحدًا قدرنا عليه حتى أ جري نهرهم بدمائهم!"» وازدادت قوة المسلمين في القتال، خاصة مسلمي بكر بن وائل؛ حيث كانوا أشد الناس على نصارى قبيلتهم، ولم يطل الأمر حتى انتصر المسلمون، فأمر خالد بإمساك الأسرى، وأخذهم عند نهر أليس، وسد عنه الماء، ومكث لمدة يوم وليلة يضرب أعناقهم حتى يجري النهر بدمائهم كما نذر لله، وعندما لم يجر النهر بدمائهم قال القعقاع بن عمرو التميمي لخالد: «"لو أنك قتلت أهل الأرض جميعًا لم تجر دماؤهم! فأرسل الماء على الدماء فيجري النهر بدمائهم"» ففعل خالد ذلك، فسمي النهر يومها بـ 'نهر الدم'، وقتل يومها أكثر من سبعة آلاف من جنود الفرس.

## رأي أبو بكر الصديق
وصل الخبر للخليفة أبو بكر، فيقول كلمته الشهيرة: «"يا معشر قريش! عدا أسدكم [يعني خالدًا] على أسدهم [يعني كسرى والفرس] فغلبه على لحمه [أي على فريسته]؛ عقمْنّ النساء أن يلدن مثل خالد!"»

## الانتقادات
تعرض خالد بن الوليد للانتقاد من قبل بعض المؤرخين يوم نهر الدم، حيث رأوا أن في فعاله بعد المعركة من قتله للأسرى ليجري النهر دمًا وحشية لا تليق بقائد فاتح، بينما رأى آخرون أنها كانت في نطاق استخدامه لأساليب الحرب النفسية، وأنها أثرت أيما أثر في نفوس الفرس ومن والأهم من العرب.
كما انتقد البعض رواية قصة المعركة التي نقلها ابن الأثير الجزري في الكامل في التاريخ وابن خلدون في تاريخه عن الطبري، نظرًا لوجود سيف بن عمر الضبي السعدي في رواتها، وهو متروك الحديث عند بعض مصنفي علم الرجال مثل ابن حبان والنيسابوري وابن عدي و ابن معين  ابن أبي حاتم وغير متروك الحديث عند الذهبي وابن حجر. إذا نظرنا مثلاً إلى جيشٍ كجيش خالد بن الوليد في معركة أُليس، كان قوام الجيش الإسلامي ثمانية عشر ألفًا من المسلمين، والجيش المقابل له مائة ألف، أسر منهم خالد بن الوليد سبعين ألفًا، فمن يحمي هؤلاء السبعين ألفًا، إن الجيش الإسلامي بكامله لا يستطيعون حمايتهم، أو السيطرة عليهم، بل إنهم يمثلون خطورة بالغة على المسلمين، ولا يتحقق استكمال الفتح إلا بقتلهم. ==
ومع هذا العدد الذي وصل إليه الجيش الإسلامي في قواته إلا أنه وكما نرى لدى الفرس من الأعداد ما لا يُحصى.
فقد قُتل من الفرس في معركة (الفراض) مائة ألف.
وأعداد لا تنتهي من الفرس كلما قُتل منهم جيش جاء جيش آخر، فقد كانت قوة فارس هي والروم أكبر القوى على الأرض، وكانت حدود فارس من غرب العراق، حتى شرق الصين، وهي مساحة شاسعة جدًّا فلديهم أعداد كبيرة جدًّا من البشر، وكما نرى من الصعب جدًّا الاحتفاظ بالأسرى؛ لأنهم يشكلون خطرًا كبيرًا على الجيش المسلم، ومن ثَمّ أمر عمر بن الخطاب بقتلهم حتى يفتّ هذا القتل في عضد فارس، ويوفّر على المسلمين الطاقة التي ستُبذل في حمايتهم.
ومن هنا يجوز لولي الأمر أن يقتل أسرى المحاربين، إذا رأى مصلحة المسلمين في ذلك، ولا يكون قتلهم تشفيًا، أو حبًّا في القتل، وإنما هو قتل للمصلحة العامة للمسلمين.